# Couva - Tabaquite - Talparo
Couva - Tabaquite - Talparo (ⓘ) is een regio in Trinidad en Tobago.
Couva - Tabaquite - Talparo telt 178.410 inwoners op een oppervlakte van 720 km².